# 历史的辅助科学
历史的辅助科学（英語：Auxiliary (or ancillary) sciences of history）是辅助历史研究，帮助评价及使用史料的学科，许多相关的研究、分类和分析领域最初兴起于16世纪至19世纪的古文物学。“历史学”在当时基本上被视为文科。不过，随着18世纪末哥廷根史学派和19世纪中期利奥波德·冯·兰克所倡导的基于来源的经验主义史学原理的推广，相关学科逐渐成为专业历史学家所需要掌握的技能。
- 考古学，通过复原及分析物質文化对人类活动的研究
- 古代文献学，对古代文献的研究
- 档案学，建立并维护档案的学科及理论
- 地方志，对地方的研究
- 年代学，对过往事件的研究
- 计量经济史
- 手稿学（英语：Codicology）
- 古代文献学
- 百科全书编纂学（英语：Encyclopaedistics）
- 金石学
- 系譜學
- 纹章学
- 钱币学
- 专有名词学
- 古文字学
- 勋章学
- 郵票研究
- 语文学
- 群体传记学（英语：Prosopography）
- 印学
- 地名学
- 旗幟學